# Discographie de Louane
La discographie de Louane, chanteuse et musicienne française, comprend cinq albums studio, vingt-deux singles et un single promotionnel.
Le 2 mars 2015, Louane sort son premier album Chambre 12 duquel seront extraits six singles : Jour 1, Avenir, Jeune (J'ai envie), Nos secrets, Maman et Tourne. L'album atteint la 1re place en France, en Wallonie et en Suisse romande, le top 10 en Suisse et la 22e place en Allemagne. Il sera certifié double disque de diamant en France, avec plus d'un million de ventes, ainsi que disque de platine en Belgique et disque d'or en Suisse.
Le 10 novembre 2017, la chanteuse sort son deuxième album éponyme, Louane. De cet album seront extraits cinq singles : On était beau, Si t'étais là, Immobile, No et Midi sur novembre. L'album a été certifié triple platine en France et disque d'or en Belgique.
Le troisième album de Louane intitulé Joie de vivre est sorti le 23 octobre 2020. Le premier single de l'album est Donne-moi ton cœur, qui se classe dans le top 10 en Wallonie et en France. Le deuxième single de l'album est Désolée. L'album est certifié disque d'or en France le 4 janvier par le SNEP.

## Albums

### Albums studio
| Titre                                                                           | Détails | Meilleures positions | Meilleures positions | Meilleures positions | Meilleures positions | Meilleures positions | Meilleures positions | Certifications                                      | Ventes                                         |
| Titre                                                                           | Détails | FRA                  | ALL                  | BEL (FL)             | BEL (WAL)            | SUI                  | SUI (ROM)            | Certifications                                      | Ventes                                         |
| ------------------------------------------------------------------------------- | --- | -------------------- | -------------------- | -------------------- | -------------------- | -------------------- | -------------------- | --------------------------------------------------- | ---------------------------------------------- |
| Chambre 12                                                                      | - Sortie : 2 mars 2015 - Formats : CD, LP, téléchargement - Label : Fontana, Mercury                                | 1                    | 22                   | 92                   | 1                    | 6                    | 1                    | - BEA : Platine - IFPI SUI : Or - SNEP: 2 × Diamant | - BEL : 20 000 - FRA : 1 800 000 - SUI : 7 500 |
| Louane                                                                          | - Sortie : 10 novembre 2017 - Formats : CD, LP, téléchargement - Label : Fontana, Mercury                           | 1                    | 53                   | 61                   | 2                    | 4                    | 1                    | - BEA : Or - SNEP : Diamant                         | - BEL : 10 000 - FRA : 500 000                 |
| Joie de vivre                                                                   | - Sortie : 23 octobre 2020 - Formats : CD, LP, téléchargement - Label : Mercury                                     | 6                    | 92                   | 135                  | 6                    | 9                    | 4                    | * SNEP : Platine                                    | • FRA : 100 000                                |
| Sentiments                                                                      | - Sortie : 9 décembre 2022 - Formats : CD, LP, téléchargement - Label : Mercury                                     | 9                    | —                    | —                    | 18                   | 24                   | —                    | * SNEP : Platine                                    | • FRA : 125 000                                |
| Solo                                                                            | - Sortie : 25 octobre 2024 - Formats : CD, LP, téléchargement, streaming - Label : Island Def Jam / Universal Music | 8                    | —                    | —                    | 21                   | 61                   | —                    |                                                     |                                                |
| « — » signifie que l'album ne s'est pas classé ou n'est pas sorti dans le pays. | |                      |                      |                      |                      |                      |                      |                                                     |                                                |

## Singles

### En tant qu'artiste principale
| Titre                                                                             | Année | Meilleures positions | Meilleures positions | Meilleures positions | Meilleures positions | Meilleures positions | Meilleures positions | Meilleures positions | Meilleures positions | Meilleures positions | Certifications                          | Album                                     |
| Titre                                                                             | Année | FRA ,                | ALL                  | AUT                  | BEL (FL)             | BEL (WAL)            | POL                  | SVK                  | SUI                  | SUI (ROM)            | Certifications                          | Album                                     |
| --------------------------------------------------------------------------------- | ----- | -------------------- | -------------------- | -------------------- | -------------------- | -------------------- | -------------------- | -------------------- | -------------------- | -------------------- | --------------------------------------- | ----------------------------------------- |
| Un homme heureux                                                                  | 2013  | 126                  | —                    | —                    | —                    | —                    | —                    | —                    | —                    | —                    |                                         | Singles de The Voice : La Plus Belle Voix |
| Quelqu'un m'a dit                                                                 | 2013  | 146                  | —                    | —                    | —                    | —                    | —                    | —                    | —                    | —                    |                                         | Singles de The Voice : La Plus Belle Voix |
| Imagine                                                                           | 2013  | 160                  | —                    | —                    | —                    | —                    | —                    | —                    | —                    | —                    |                                         | Singles de The Voice : La Plus Belle Voix |
| Jour 1                                                                            | 2014  | 6                    | —                    | —                    | —                    | 2                    | —                    | —                    | 49                   | 6                    | - BEA : Or - SNEP : Or                  | Chambre 12                                |
| Avenir                                                                            | 2014  | 1                    | 3                    | 4                    | —                    | 5                    | 18                   | 4                    | 42                   | 5                    | - BEA : Or - BVMI : Platine - SNEP : Or | Chambre 12                                |
| Jeune (J'ai envie)                                                                | 2015  | 134                  | —                    | —                    | —                    | —                    | —                    | —                    | —                    | —                    |                                         | Chambre 12                                |
| Nos secrets                                                                       | 2015  | 43                   | —                    | —                    | —                    | 6                    | —                    | —                    | —                    | —                    |                                         | Chambre 12                                |
| Maman                                                                             | 2015  | 18                   | —                    | —                    | —                    | 11                   | —                    | —                    | —                    | —                    |                                         | Chambre 12                                |
| Tourne                                                                            | 2016  | —                    | —                    | —                    | —                    | 22                   | —                    | —                    | —                    | —                    |                                         | Chambre 12                                |
| On était beau                                                                     | 2017  | 39                   | —                    | —                    | —                    | 6                    | —                    | —                    | 76                   | 9                    | - SNEP : Diamant                        | Louane                                    |
| Si t'étais là                                                                     | 2017  | 38                   | —                    | —                    | —                    | 3                    | —                    | —                    | 49                   | 2                    | - SNEP : Diamant                        | Louane                                    |
| Immobile                                                                          | 2018  | 94                   | —                    | —                    | —                    | 22                   | —                    | —                    | —                    | —                    |                                         | Louane                                    |
| No                                                                                | 2018  | 88                   | —                    | —                    | —                    | 26                   | —                    | —                    | —                    | —                    | - SNEP : Or                             | Louane                                    |
| Midi sur novembre (featuring Julien Doré)                                         | 2018  | 151                  | —                    | —                    | —                    | 9                    | —                    | —                    | —                    | —                    | - SNEP : Or                             | Louane                                    |
| Donne-moi ton cœur                                                                | 2020  | 73                   | —                    | —                    | —                    | 8                    | —                    | —                    | —                    | 8                    | - SNEP : Or                             | Joie de vivre                             |
| Désolée                                                                           | 2020  | 141                  | —                    | —                    | —                    | 36                   | —                    | —                    | —                    | —                    |                                         | Joie de vivre                             |
| Aimer à mort                                                                      | 2021  | 78                   | —                    | —                    | —                    | 41                   | —                    | —                    | —                    | —                    | - SNEP : Platine                        | Joie de vivre                             |
| Tornade                                                                           | 2021  | —                    | —                    | —                    | —                    | —                    | —                    | —                    | —                    | —                    |                                         | Joie de vivre                             |
| Secret                                                                            | 2022  | 7                    | —                    | —                    | —                    | 30                   | —                    | —                    | —                    | —                    | - SNEP : Diamant                        | Sentiments                                |
| Pardonne-moi                                                                      | 2023  | 50                   | —                    | —                    | —                    | 3                    | —                    | —                    | —                    | —                    | - SNEP : Platine - BEA : Or             | Sentiments                                |
| Les étoiles                                                                       | 2023  | 110                  | —                    | —                    | —                    | 29                   | —                    | —                    | —                    | —                    | - SNEP : Or                             | Sentiments                                |
| La Pluie                                                                          | 2024  | 72                   | —                    | —                    | —                    | 16                   | —                    | —                    | —                    | —                    | - SNEP : Or                             | Solo                                      |
| Maman                                                                             | 2025  | 23                   | —                    | 61                   | —                    | 23                   | —                    | —                    | 13                   | —                    | - SNEP : Or                             | Solo                                      |
| « — » signifie que le single ne s'est pas classé ou n'est pas sorti dans le pays. |       |                      |                      |                      |                      |                      |                      |                      |                      |                      |                                         |                                           |

### Singles promotionnels
| Titre      | Année | Meilleures positions | Album      |
| Titre      | Année | FRA                  | Album      |
| ---------- | ----- | -------------------- | ---------- |
| Chambre 12 | 2015  | 129                  | Chambre 12 |

## Autres chansons classées
| Titre                                                                             | Année | Meilleures positions | Meilleures positions | Meilleures positions | Meilleures positions | Meilleures positions | Meilleures positions | Certifications  | Album                                      |
| Titre                                                                             | Année | FRA ,                | BEL (WAL)            | CAN                  | É-U Dance            | SUI                  | SUI (ROM)            | Certifications  | Album                                      |
| --------------------------------------------------------------------------------- | ----- | -------------------- | -------------------- | -------------------- | -------------------- | -------------------- | -------------------- | --------------- | ------------------------------------------ |
| Je vole                                                                           | 2014  | 2                    | 15                   | —                    | —                    | 73                   | 13                   | - SNEP : Or     | La Famille Bélier: Bande Originale du film |
| Je vais t'aimer                                                                   | 2014  | 36                   | —                    | —                    | —                    | —                    | —                    |                 | La Famille Bélier: Bande Originale du film |
| En chantant                                                                       | 2014  | 83                   | —                    | —                    | —                    | —                    | —                    |                 | La Famille Bélier: Bande Originale du film |
| Rester seule                                                                      | 2015  | 181                  | —                    | —                    | —                    | —                    | —                    |                 | Chambre 12                                 |
| Le Chasseur                                                                       | 2016  | 89                   | —                    | —                    | —                    | —                    | —                    |                 | J'étais un ange – Michel Delpech           |
| It Won't Kill Ya (The Chainsmokers featuring Louane)                              | 2017  | 70                   | —                    | 84                   | 24                   | —                    | —                    | - SNEP : Or     | Memories...Do Not Open                     |
| Jour de pluie                                                                     | 2017  | 141                  | —                    | —                    | —                    | —                    | —                    |                 | Louane                                     |
| La Musique que j'aime                                                             | 2017  | 85                   | —                    | —                    | —                    | —                    | —                    |                 | On a tous quelque chose de Johnny          |
| Derrière le brouillard (avec Grand Corps Malade)                                  | 2020  | 42                   | —                    | —                    | —                    | —                    | 19                   | - FRA : Diamant | Mesdames                                   |
| Peut-être                                                                         | 2020  | 63                   | —                    | —                    | —                    | —                    | —                    |                 | Joie de vivre                              |
| Poésie indécise                                                                   | 2020  | 132                  | —                    | —                    | —                    | —                    | —                    |                 | Joie de vivre                              |
| Pleure                                                                            | 2020  | 182                  | —                    | —                    | —                    | —                    | —                    |                 | Joie de vivre                              |
| Tissues (Yungblud featuring Louane)                                               | 2022  | —                    | —                    | —                    | —                    | —                    | —                    |                 | Yungblud (album)                           |
| « — » signifie que le single ne s'est pas classé ou n'est pas sorti dans le pays. |       |                      |                      |                      |                      |                      |                      |                 |                                            |

## Participations

### Bande originale
- 2014 : La Famille Bélier
- 2021 : Belle (film de 2021) (vf)

### Albums collectifs
- 2014 : Partir là-bas sur l'album We Love Disney 2[32]
- 2014 : La Mère à Titi sur le volume 2 de l'album La Bande à Renaud[33]
- 2016 : Le Chasseur sur l'album J'étais un ange[34]
- 2017 : Mon enfance sur l'album Elles & Barbara[35]
- 2017 : La Musique que j'aime sur l'album On a tous quelque chose de Johnny
- 2020 : Derrière le brouillard, en duo avec Grand Corps Malade sur l'album Mesdames
- 2021 : Santa Claus Is Coming to Town sur l’album Noël et nous.

### Autres
- 2017 : It Won't Kill Ya sur l'album Memories...Do Not Open de The Chainsmokers.
- 2017 : duo avec Benjamin Biolay pour la cérémonie d'ouverture du Festival de Cannes - reprise de la chanson Le Cinéma de Claude Nougaro.
- 2018 : La Vie là-bas sur l'album Conquistadors de Toofan.

## Clips vidéo
| Titre                              | Année | Réalisateur(s)                             | Album         |
| ---------------------------------- | ----- | ------------------------------------------ | ------------- |
| Jour 1                             | 2014  | NC                                         | Chambre 12    |
| Avenir                             | 2014  | Bertrand Touchard                          | Chambre 12    |
| Maman                              | 2015  | NC                                         | Chambre 12    |
| Jeune (j'ai envie)                 | 2015  | NC                                         | Chambre 12    |
| Nos secrets                        | 2015  | NC                                         | Chambre 12    |
| Rester seule                       | 2015  | NC                                         | Chambre 12    |
| Notre amour boit la tasse          | 2015  | NC                                         | Chambre 12    |
| Tourne (Live)                      | 2016  | NC                                         | Chambre 12    |
| On était beau                      | 2017  | Kinga Burza                                | Louane        |
| On était beau (version acoustique) | 2017  | NC                                         | Louane        |
| Si t'étais là                      | 2017  | Alexis Magand, Yannick Demaison            | Louane        |
| Si t'étais là (version acoustique) | 2017  | Fabrice Laffont                            | Louane        |
| Jour de pluie (session studio)     | 2017  | Marc Obin, Léonard Courtaux                | Louane        |
| Immobile                           | 2018  | Lisa Azuelos, Thierry Teston               | Louane        |
| No                                 | 2018  | Léo Grandperret                            | Louane        |
| Midi sur novembre                  | 2018  | Julien Doré, Brice VDH                     | Louane        |
| Donne-moi ton cœur                 | 2020  | Damien Krisl                               | Joie de vivre |
| Donne-moi ton cœur (acoustique)    | 2020  | Mathias Ponard, Pierre Boissel, Adrelanine | Joie de vivre |
| Poésie indécise                    | 2020  | Mathias Ponard, Pierre Boissel, Adrelanine | Joie de vivre |
| Peut-être                          | 2020  | Mathias Ponard, Pierre Boissel, Adrelanine | Joie de vivre |
| Désolée                            | 2020  | Jean-Charles Charavin                      | Joie de vivre |
| Love (Nest Audio Sessions)         | 2020  | Charles-Édouard Dangelser                  | Joie de vivre |
| La Pluie                           | 2024  | Mila Runser                                | Solo          |